# Església de Sant Honorat
L'Església de Sant Honorat és una església del municipi de Solsona inclosa en l'Inventari del Patrimoni Arquitectònic de Catalunya.

## Descripció
Església romànica modificada. És d'una sola nau i absis rodó. Amida 4,80x 10,60 m. La nau, sobrealçada i de coberta deformada a l'exterior i apuntada a l'interior. Arc toral apuntat. Orientada a l'est.

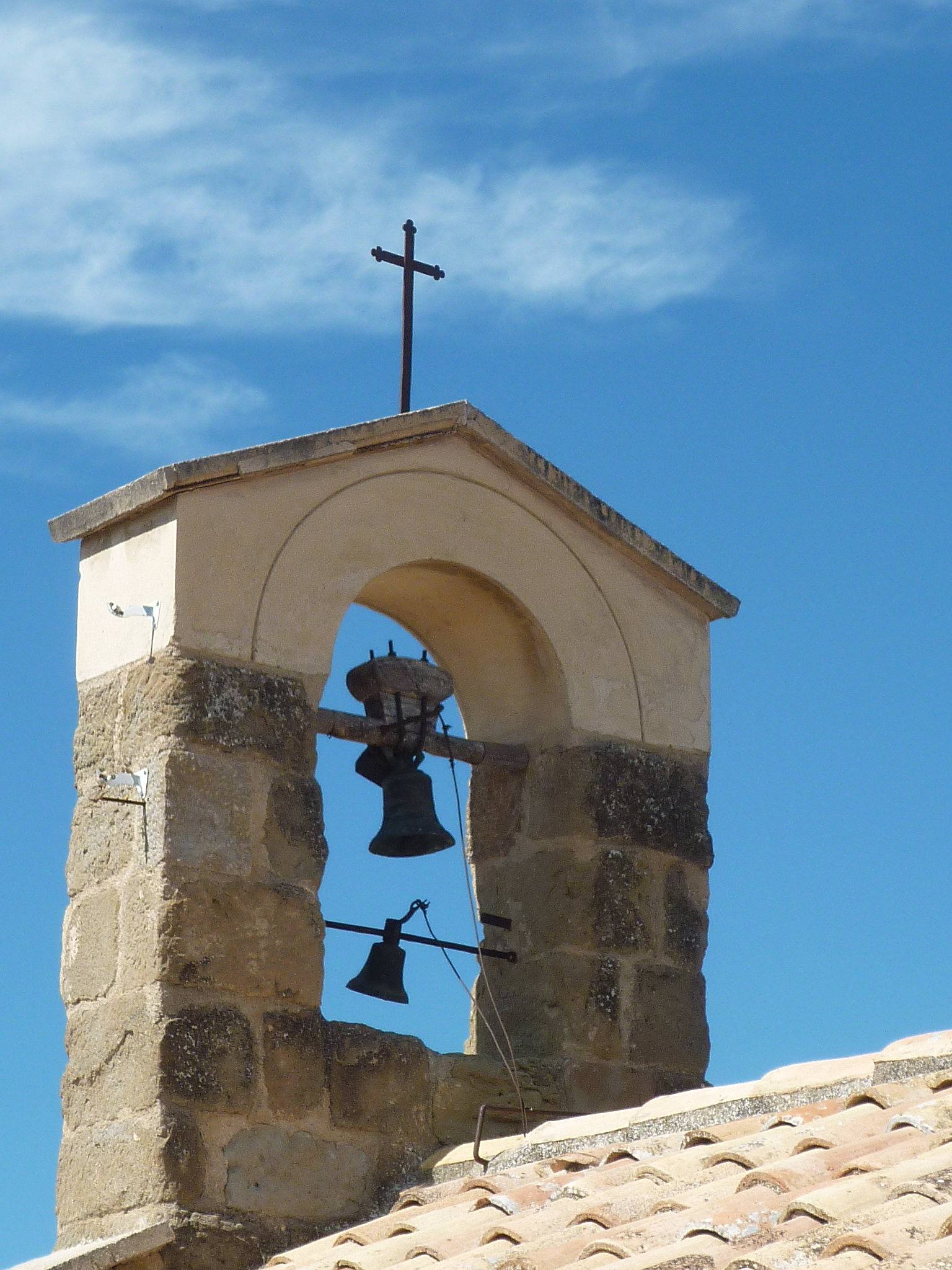
Espadanya

Construcció: parament de grans pedres en filades, tallades a cops de maceta. Voluminosa cornisa refeta i arrebossada a la nau i a l'absis. Podi parcial a l'absis, part sud, de 25 cm d'alçada màx. Frontis refet. Absis amagat a l'interior per un envà. La volta apuntada de la nau arrenca d'una motllura de pedres trapezoïdals amb bisell. La porta original desapareguda. Finestra romànica a l'absis, tapiada, l'arc ha estat substituït per una pedra. A la cara est, hi ha adossada una nova construcció, de planta regular i teulada a dues vessants, amb la porta actual a la part lateral, d'arc de mig punt

## Història
Aquesta església no està esmentada a l'Acta de Consagració i Dotació de la Catedral d'Urgell de l'any 839.
En la documentació de l'any 1373, consta que Bernat Serra, prevere de Sant Honorat, capella construïda en l'església de sant Ermengol, ha rebut de Maria, muller de Pere Vilar i del seu fill, el cens de Benefici. Cent anys més tard s'anomenava ja solament Sant Honorat.
L'església de Sant Honorat, dona nom a una de les quatre partides en què es divideix la zona immediata dels voltants de Solsona, anomenada el Vinyet per haver estat destinada al conreu de la vinya fins a finals del segle passat.